# Теннессийская армия (Юг)
Теннессийская армия (англ. The Army of Tennessee) представляла собой основную армию Конфедерации на пространстве между горами Аппалачи и рекой Миссисипи во время гражданской войны. Названная по имени штата Теннесси, она была сформирована в конце 1862 года и действовала до самого конца войны, участвуя во всех крупных сражениях западного театра боевых действий. Её не стоит путать с федеральной Теннессийской армией (Army of the Tennessee), название которой взято от реки Теннесси.

## История
После неудачи под Перревиллем в октябре 1862 года Миссисипская армия генерала Брэкстона Брэгга отступила в Харродсберг, где соединилась с армией Кирби Смита. Испытывая некоторые проблемы со снабжением, Брэгг отступил в Теннесси, в Ноксвилл и Чаттанугу, затем повернул на северо-запад, и, пройдя Туллахому, встал около Мурфрисборо. Миссисипскую армию объединили с Кентуккийской армией Эдмунда Кирби Смита и 20 ноября переименовали в Теннессийскую армию. Первым боевым испытанием новой армии стало Сражение при Стоун-Ривер, которое прошло не вполне удачно и Брэгг был вынужден отступать к Туллахоме. Во время сражения при Стоун-Ривер Теннессийская армия состояла из двух корпусов и кавалерийской дивизии:
- Корпус Леонидаса Полка:
  - Дивизия Бенджамена Читема
  - Дивизия Джонса Уайтерса
- Корпус Уильяма Харди:
  - Дивизия Джона Брекинриджа
  - Дивизия Патрика Клейберна
  - Дивизия Джона Маккоуна
- Кавалерийская дивизия Джозефа Уилера

## Сражения и кампании
- Кентуккийская кампания  (Брэгг)
  - Сражение при Перревилле
- Сражение при Стоун-Ривер  (Брэг)
- Битва при Чикамоге  (Брэгг)
- Битва при Чаттануге  (Брэгг)
- Атлантская кампания  (Джонстон, Худ)
- Франклин-Нэшвилльская кампания  (Худ)
  - Сражение при Франклине
  - Битва при Нэшвилле
- Каролинская кампания  (Джонстон)
  - Сражение при Бентонвилле